# Polder Arkemheen

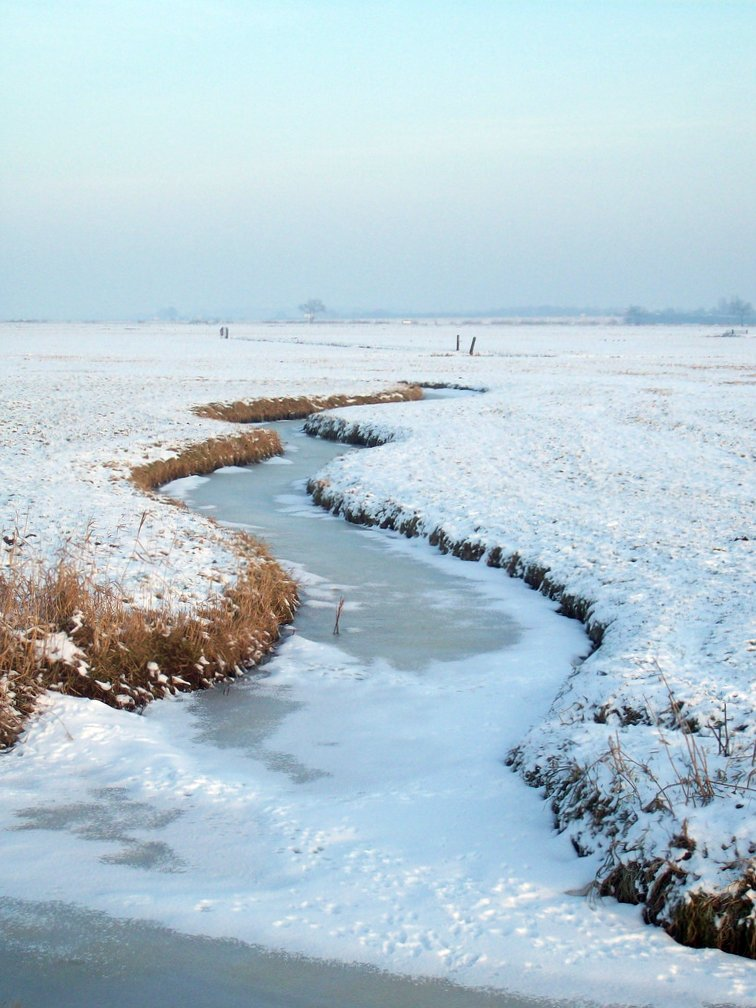
De gekronkelde sloten als overblijfsel van de getijdenstroming van de Zuiderzee

Polder Arkemheen is een van de oudste polders van Nederland, gelegen nabij de Gelderse plaats Nijkerk in de gemeenten Nijkerk en Putten. De polder ontstond nadat op 28 maart 1356 hertog Reinoud III van Gelre het recht verleende om het gebied te bedijken. In 1863 werd voor de ontwatering van de polder een schepradwindmolen in gebruik genomen. Twintig jaar later kwam er een schepradstoomgemaal voor in de plaats. Dat werd net als de molen genoemd naar hertog Reinoud, het Stoomgemaal Hertog Reijmout. Later zou die naam veranderd worden in Stoomgemaal Arkemheen.
De polder is uitzonderlijk omdat er nooit een ruilverkaveling is geweest. De oorspronkelijke verkavelingstructuur is nog aanwezig met bochtige sloten die ontstaan zijn als slenken van de getijdestromen van de Zuiderzee. Aan de landzijde van de voormalige zeedijken liggen kolken en rietmoerassen, ontstaan door dijkdoorbraken. De laatste dijkdoorbraak was in 1916.
Het gebied is sinds 2004 onderdeel van het Nationaal Landschap Arkemheen-Eemland. Onder de naam Arkemheen is een beschermd Natura 2000-gebied aangewezen. In de polder zijn veel vogels te zien, waaronder de roerdomp en de grote zilverreiger en verder weidevogels als grutto, kievit en veldleeuwerik.

## Kanaal van hertog Karel van Gelre
In de polder zijn restanten te zien van delen van een kanaal dat Karel van Gelre in de 16e eeuw liet graven.

## Fotogalerij

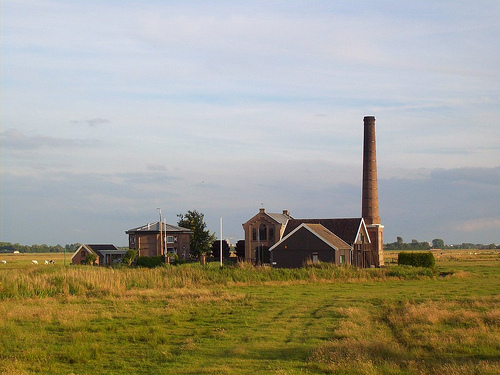
Het stoomgemaal dat tot 1983 de polder droog hield
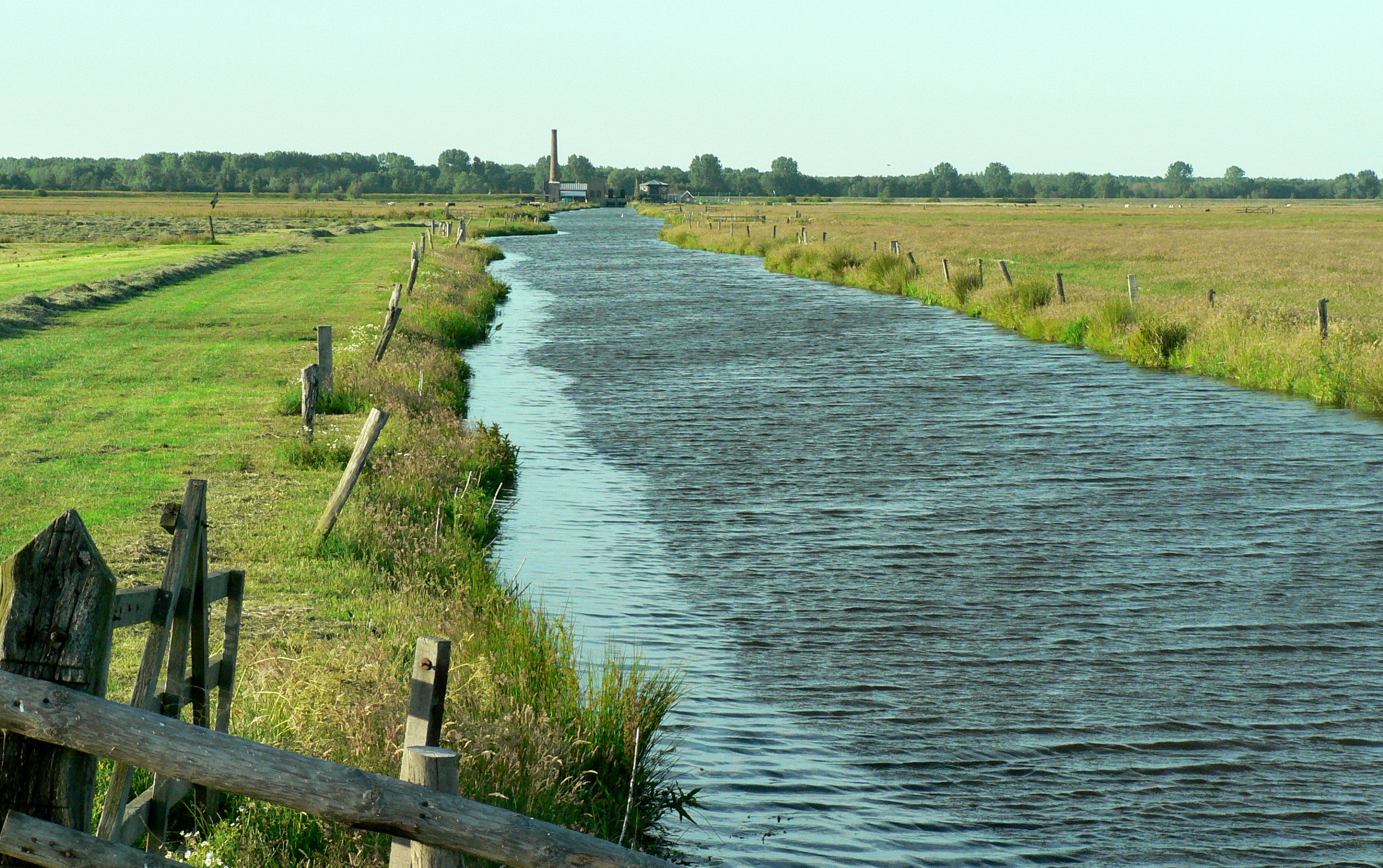
In de verte het stoomgemaal
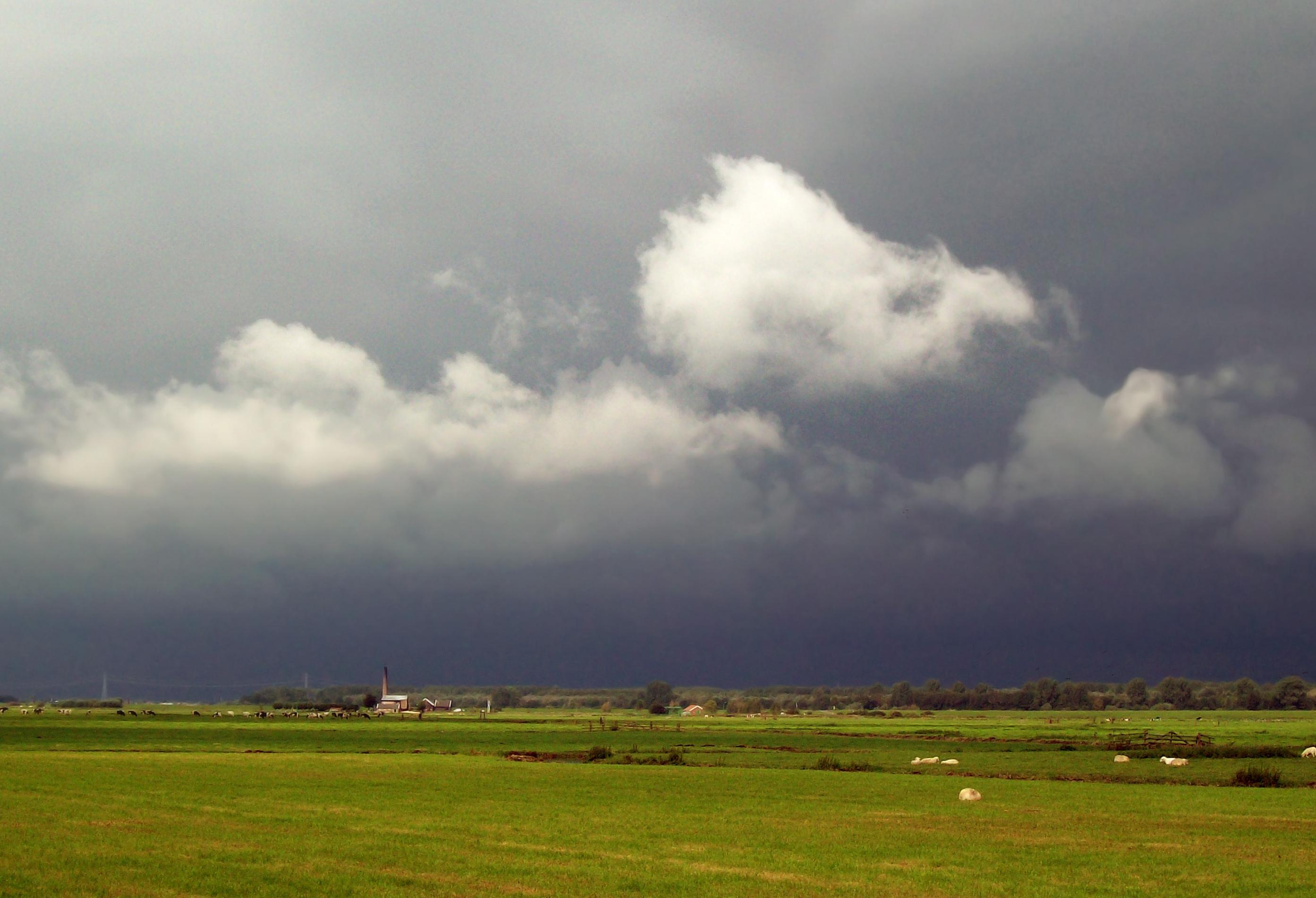
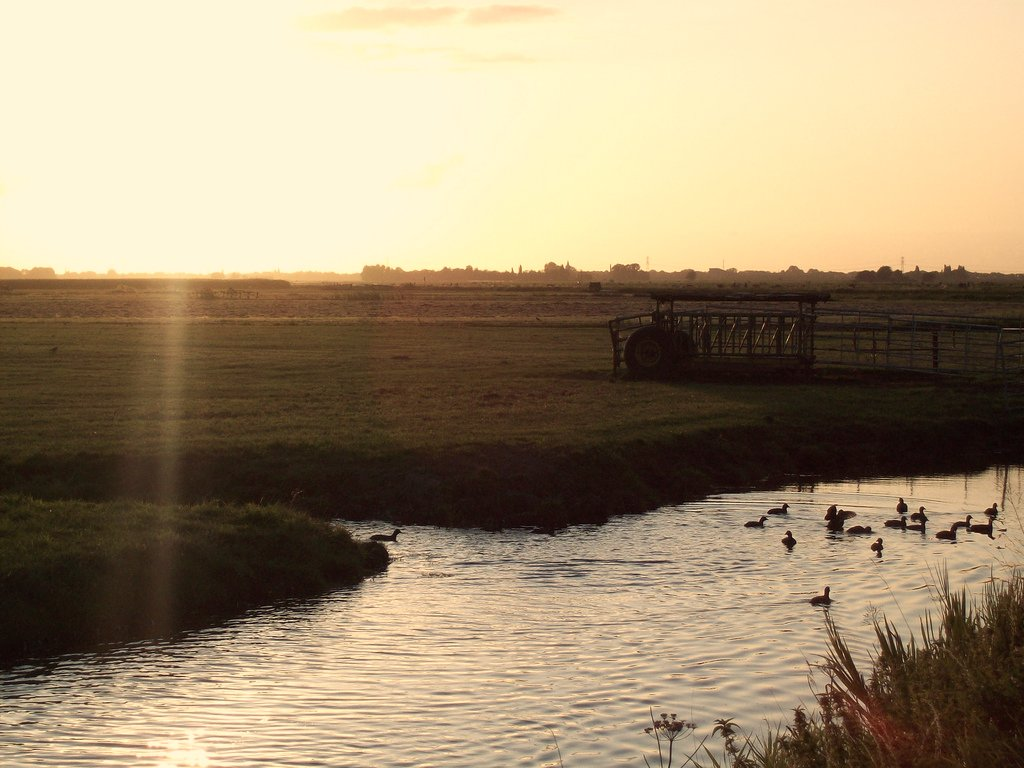
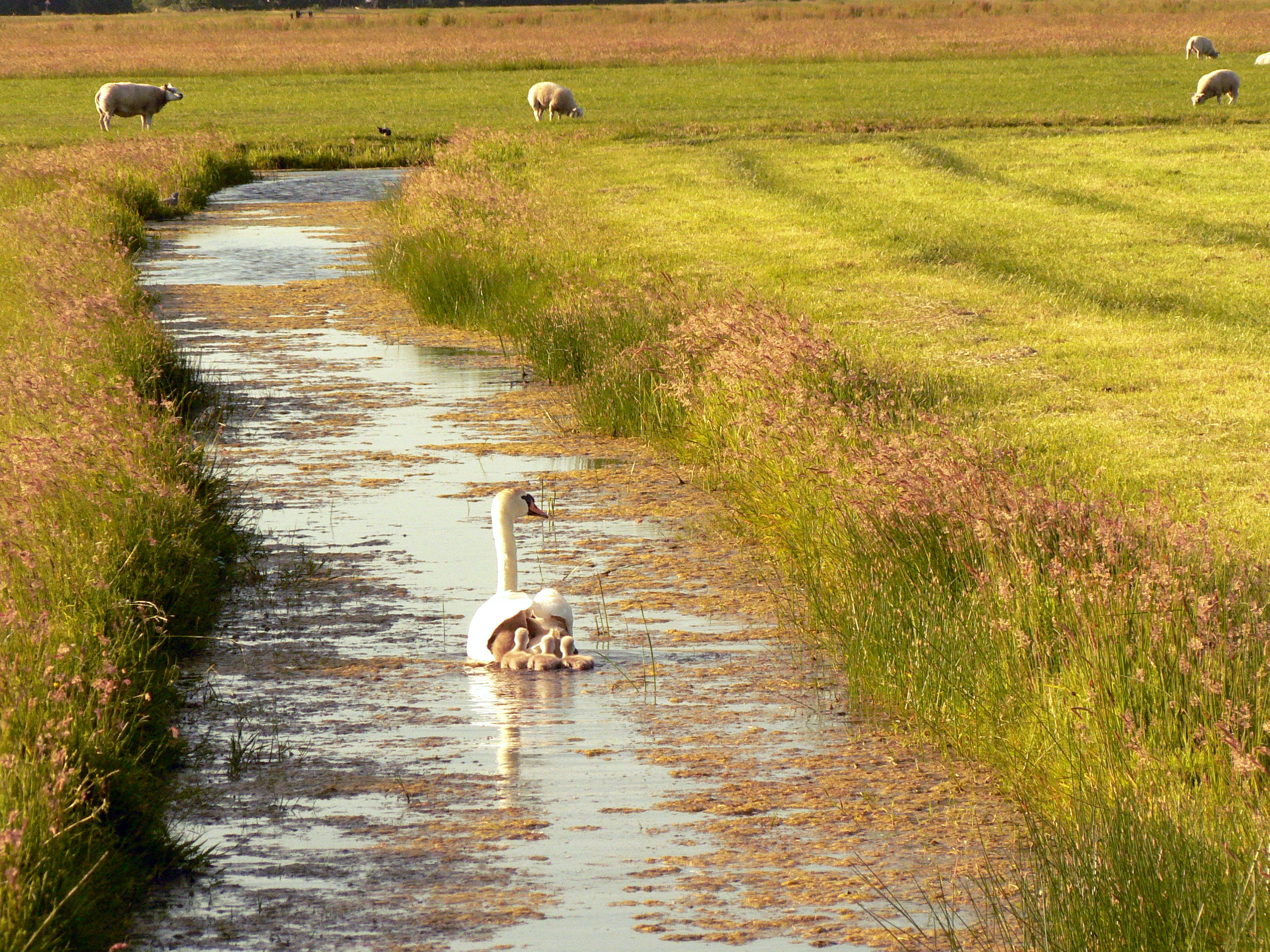
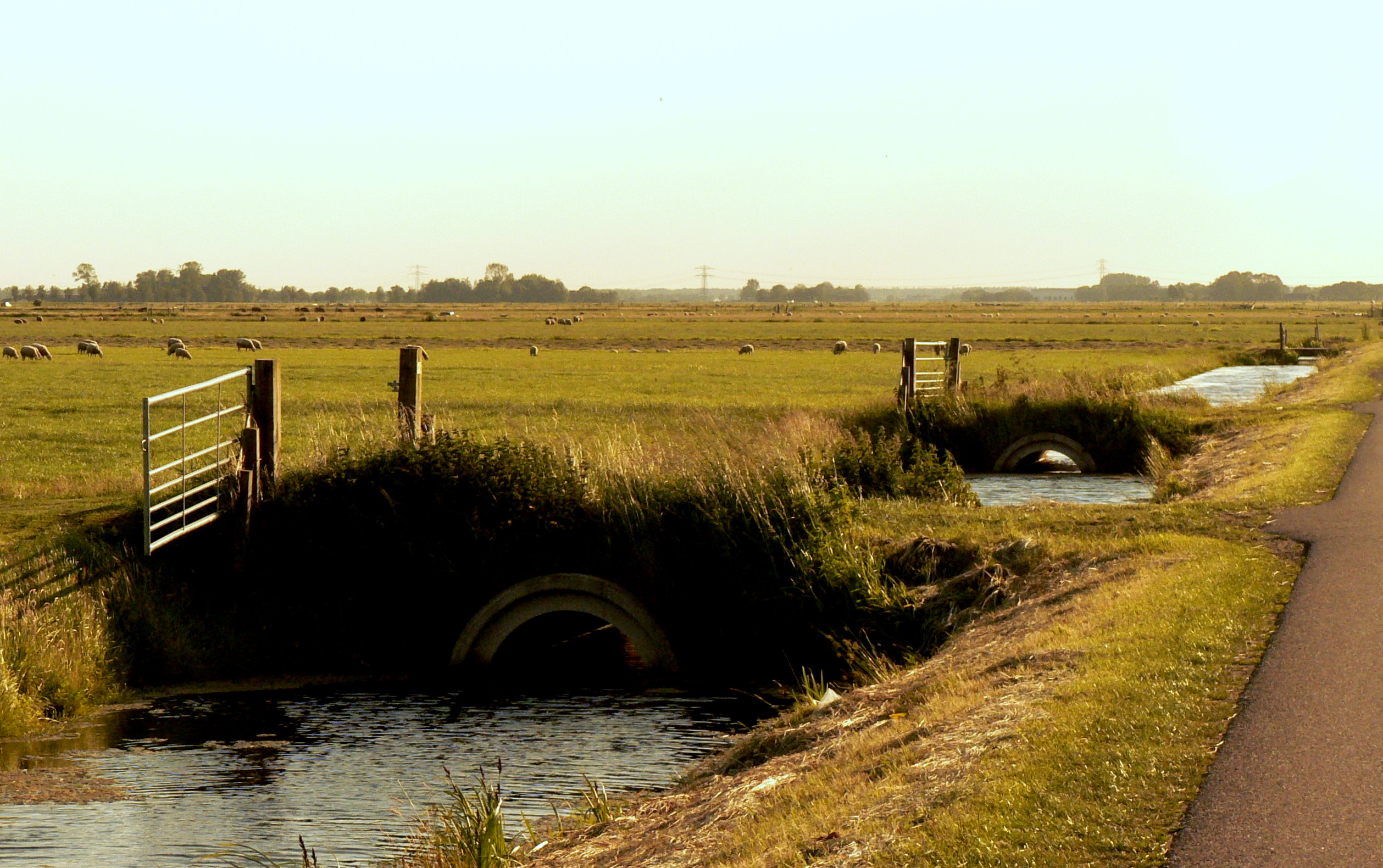
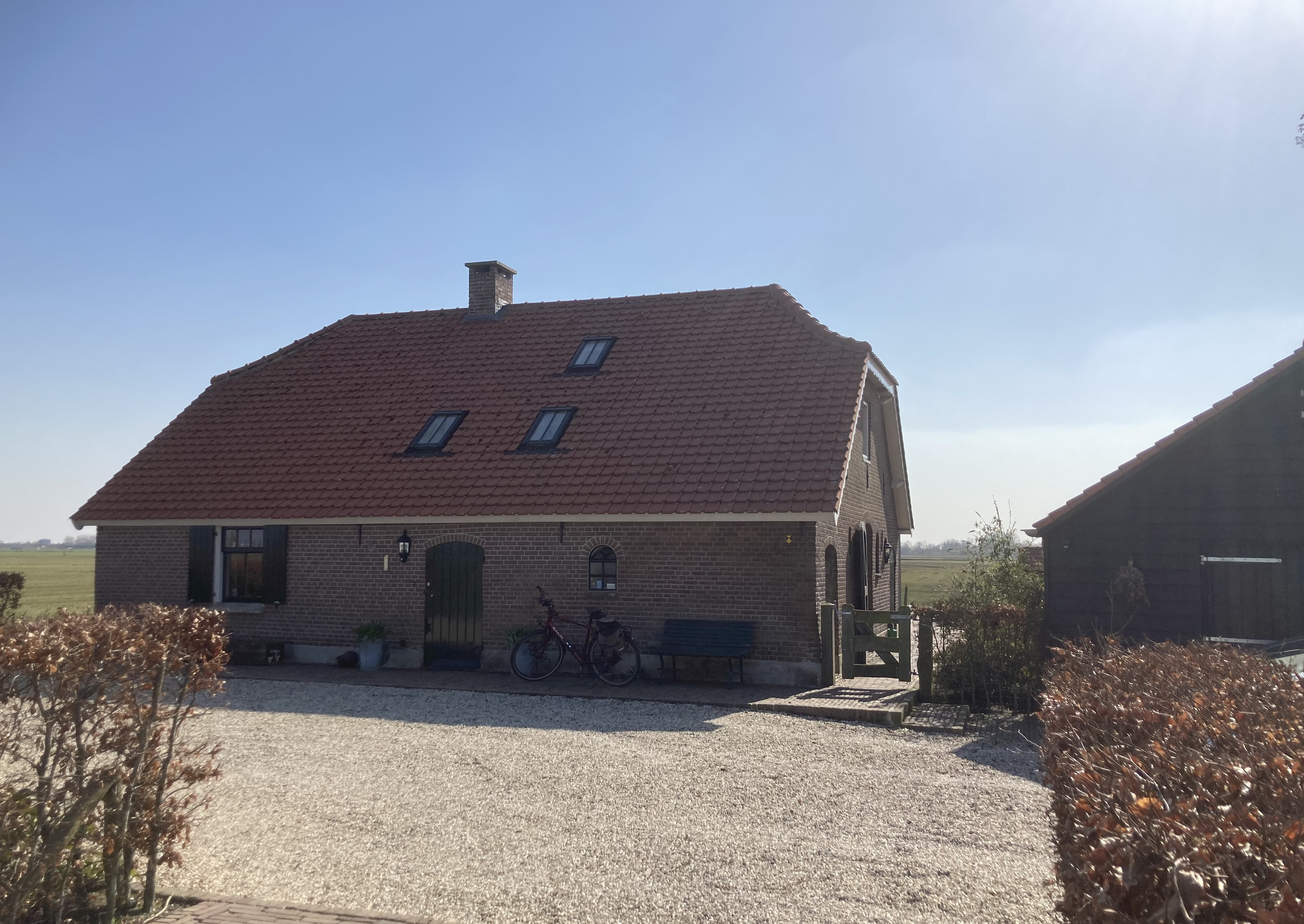
Nekkeveldweg 1
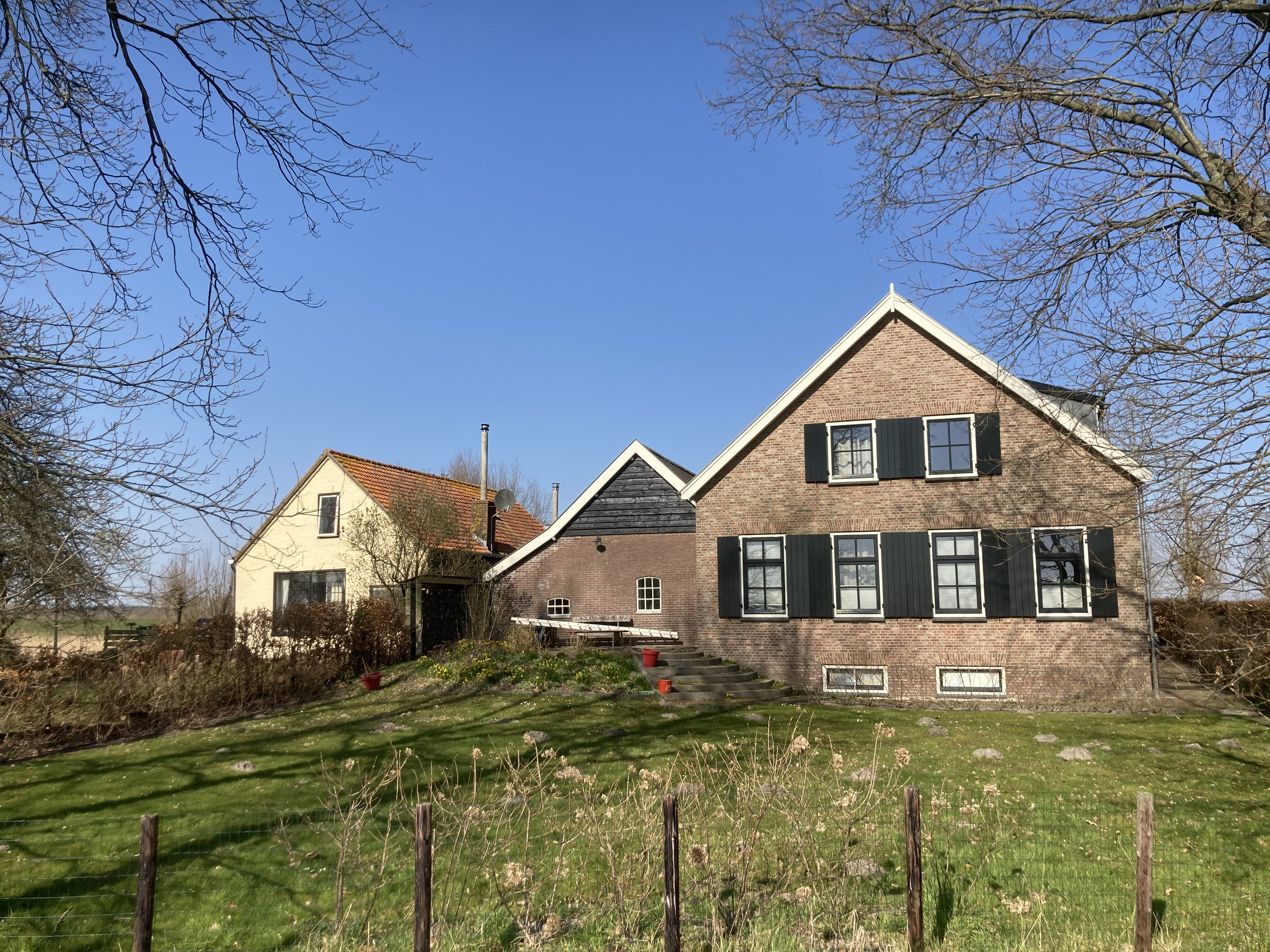
Nekkeveldweg 6-5